# Chetoglossa picticornis
Chetoglossa picticornis är en tvåvingeart som beskrevs av Townsend 1892. Chetoglossa picticornis ingår i släktet Chetoglossa och familjen parasitflugor. Inga underarter finns listade i Catalogue of Life.